# بليلا (جرش)
بليلا قرية تقع في شمال الأردن، على بعد 55 كم شمال العاصمة عمان. تتبع إدارياً لمحافظة جرش، ويبلغ عدد عدد سكانها حوالي 10000 نسمة، تمتاز بسكانها من حملة الشهادات العليا والنشاطات السياسية المنفردة 